# کاودته
کائودته دهستانی در استان آلباستهٔ اسپانیا است.
در این دهستان ۹۵۵۳ نفر زندگی می‌کنند. مساحت این دهستان ۱۴۲٫۳۲ کیلومتر مربع است.